# Kupronikkel

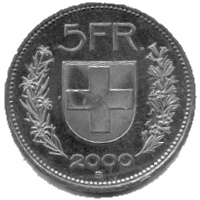
Svájci ötfrankos, 25% nikkeltartalommal

A kupronikkel vagy réz-nikkel (CuNi) a réz és a nikkel ötvözete, általában kis mennyiségű egyéb szilárdságnövelő elemmel együtt, mint például vas és mangán. A réztartalom jellemzően 60-90 tömegszázalék között változik. (A monel egy nikkel-réz ötvözet, amely legalább 52 tömegszázalék nikkelt tartalmaz.)
Magas réztartalma ellenére a réz-nikkel ezüst színű. A kupronikkel rendkívül ellenálló a sós víz által okozott korrózióval szemben, ezért csővezetékekhez, hőcserélőkhöz és kondenzátorokhoz tengervízrendszerekben, valamint tengeri hardverekhez használják. Néha kiváló minőségű hajók légcsavarjaihoz, légcsavartengelyeihez és törzseihez használják. Egyéb felhasználási területek a katonai felszerelések, valamint a vegyipar, a petrolkémiai és az elektronikai ipar.
A réz-nikkel ötvözet másik elterjedt 20. századi felhasználása az ezüst színű érmékben volt. Erre a célra a tipikus ötvözet réz/nikkel aránya 3:1, nagyon kis mennyiségű mangánt tartalmaz. A múltban az igazi ezüstérméket kupronikkellel rontották le, például 1947-től a font sterling érmék tartalmát kicserélték.

## Használat

### Az érmékben
Sikeres használata oka az érmékben a korrózióállóság, az elektromos vezetőképesség, a tartósság, az alacsony allergiakockázat, a könnyű verhetőség, az antimikrobiális tulajdonságok és az újrahasznosíthatóság.
Svájcban készült először kupronikkelből, ezüstből és cinkből érme 1850-ben: ebből állították elő az 5, a 10 és a 20 rappenes érmét, míg 1860–1861 köuz Belgium 5, 10 és 20 centimes értékű érméit tiszta kupronikkelből (75% Cu, 25% Ni, cink és ezüst nélkül) készítette.

## Fordítás
Ez a szócikk részben vagy egészben  a   Cupronickel című angol Wikipédia-szócikk ezen változatának fordításán alapul.  Az eredeti cikk szerkesztőit annak laptörténete sorolja fel. Ez a jelzés csupán a megfogalmazás eredetét és a szerzői jogokat jelzi, nem szolgál a cikkben szereplő információk forrásmegjelöléseként.